# 秋葉テレビ中継局
秋葉テレビ中継局（あきばテレビちゅうけいきょく）は、静岡県浜松市天竜区に置かれているテレビ中継局。

## 所在地
- 浜松市天竜区春野町宮川（秋葉山）[1][2][3]

## 中継局概要

### デジタルテレビ放送
| リモコン 番号 | 放送局名            | チャンネル 番号 | 空中線 電力 | ERP | 偏波面   | 放送対象地域 | 放送区域 内世帯数 | 運用開始日    |
| ------------- | ------------------- | --------------- | ----------- | --- | -------- | ------------ | ----------------- | ------------- |
| 1             | NHK静岡 総合        | 16              | 1W          | 14W | 水平偏波 | 静岡県       | 約990世帯         | 2008年6月30日 |
| 2             | NHK静岡 教育        | 14              | 1W          | 14W | 水平偏波 | 全国         | 約990世帯         | 2008年6月30日 |
| 4             | SDT 静岡第一テレビ  | 19              | 1W          | 14W | 水平偏波 | 静岡県       | 約990世帯         | 2008年6月30日 |
| 5             | SATV 静岡朝日テレビ | 27              | 1W          | 14W | 水平偏波 | 静岡県       | 約990世帯         | 2008年6月30日 |
| 6             | SBS 静岡放送        | 15              | 1W          | 14W | 水平偏波 | 静岡県       | 約990世帯         | 2008年6月30日 |
| 8             | SUT テレビ静岡      | 17              | 1W          | 14W | 水平偏波 | 静岡県       | 約990世帯         | 2008年6月30日 |

#### 放送エリア
- 浜松市天竜区の一部[2][3]

#### 歴史
- 2008年
  - 6月13日 - 予備免許交付[2]
  - 6月27日 - 本免許交付[3]
  - 6月30日 - 本放送開始[1][4]

#### 補足
- NHKはデジタル新局として開局。

### アナログテレビ放送
| チャンネル 番号 | 放送局名            | 空中線 電力       | ERP              | 偏波面   | 放送対象地域 | 放送区域 内世帯数 | 運用開始日     | 放送終了日     |
| --------------- | ------------------- | ----------------- | ---------------- | -------- | ------------ | ----------------- | -------------- | -------------- |
| 55              | SBS 静岡放送        | 映像3W/ 音声750mW | 映像79W/ 音声20W | 水平偏波 | 静岡県       | -                 | 1982年 3月24日 | 2011年 7月24日 |
| 57              | SDT 静岡第一テレビ  | 映像3W/ 音声750mW | 映像79W/ 音声20W | 水平偏波 | 静岡県       | -                 | 1982年 4月23日 | 2011年 7月24日 |
| 59              | SATV 静岡朝日テレビ | 映像3W/ 音声750mW | 映像79W/ 音声20W | 水平偏波 | 静岡県       | -                 | 1982年 4月23日 | 2011年 7月24日 |
| 61              | SUT テレビ静岡      | 映像3W/ 音声750mW | 映像79W/ 音声20W | 水平偏波 | 静岡県       | -                 | 1976年 6月25日 | 2011年 7月24日 |

#### 放送エリア・その他
- 浜松市天竜区の一部をカバーしていた。
- 全局2011年7月24日をもって放送終了、なお、NHKにはチャンネルが割り当てられていなかった。